# Folsyra

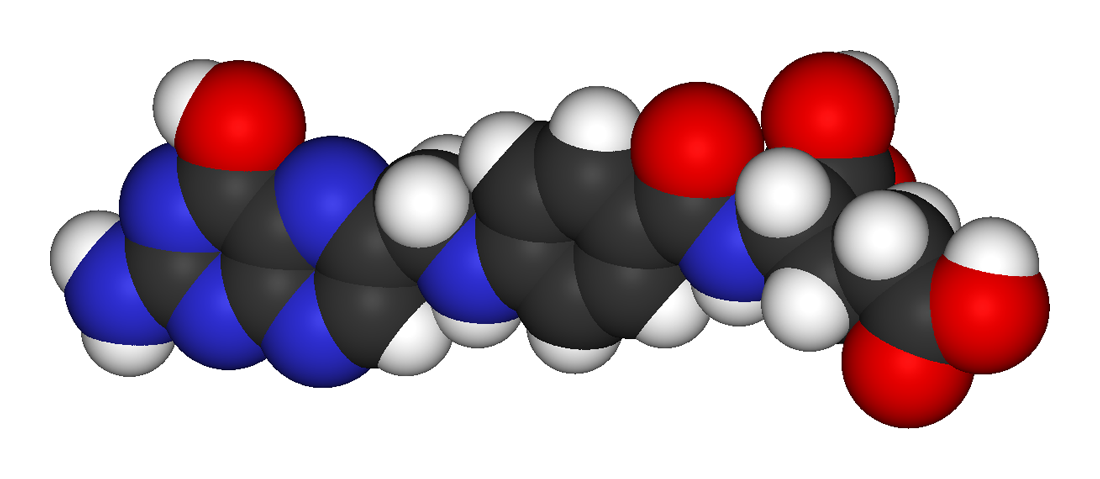
Molekylmodell

Strukturformel

Folsyra, även vitamin B9, är en vattenlöslig vitamin som finns i olika former – så kallade folater – som alla har folsyraaktivitet. Folat och folsyra är olika former av samma B-vitamin. Folat finns naturligt i mat. Folsyra är ett konstgjort framställt folat som används vid berikning och i kosttillskott.
Man kan också använda samlingsnamnet folacin. Det första ämnet i gruppen som blev utvunnet i kristallin form var folsyra (isolerades från den folatrika växten spenat år 1941 av den amerikanske forskaren Herschel K. Mitchell).
Folsyra är en viktig faktor för tillväxt och är en förutsättning för att blod (de röda blodkropparna) ska bildas och för normal celldelning. Ämnet stimulerar produktionen av mjölk hos gravida och har en gynnsam inverkan på hud och matspjälkning. Det fungerar också som ett koenzym vid en lång rad kemiska processer i cellerna, däribland syntesen av DNA och RNA.

## Förekomst
Till de bästa folsyrakällorna hör gröna bladgrönsaker, lever (alla sorter är rika på folsyra men kycklinglever är extra rik), bröd och torkade bönor. Folsyra förstörs lätt vid tillagning och är känsligt för syre, ljus, värme och urlakning. Folsyra stabiliseras av askorbinsyra och tvåvärt järn, medan spårämnet koppar påskyndar nedbrytningen. Folsyra kan lagras i kroppen i så stor mängd som upp till 30 milligram.[källa behövs] Hälften av kroppens folsyralager finns i levern och kan, trots den stora mängden, tömmas på bara några månader.
- Äggula [2]
- Leverpastej och lever.[3]
- Gröna bladgrönsaker som spenat, ruccola, frisésallad, mâchesallad.[3]
- Kål som broccoli, brysselkål, blomkål. Rotfrukter som kålrot, rödbetor.[3]
- Grönsaker som röd paprika, majs.[3]
- Frukt som apelsin, kiwi, honungsmelon.[3]
- Bär som jordgubbar, hallon, björnbär, svarta vinbär.[3]
- Fullkornsprodukter som bröd, råris, fullkornsgryn.[3]
- Baljväxter som bönor, kikärter, gröna ärter, sockerärter, linser.[3]

## Rekommenderat dagligt intag (RDI)
| Grupp                    | Dagligt intag | Dagligt intag |
| ------------------------ | ------------- | ------------- |
| Barn 0–9 år              | 0–130 µg      |               |
| Män och kvinnor 10–75 år | 200–400 µg    |               |
| Gravida eller ammande    | 400 µg        | [ 4 ]         |

(µg = mikrogram = 10–9 kg)
Det genomsnittliga dagliga intaget i Sverige ligger på 195–227 µg för både kvinnor och män. Mer information om detta kan hittas i tabeller om Rekommenderat dagligt intag (RDI).
Enligt Amerikanska National institute of health så gäller följande doser:
| Ålder        | Spädbarn (RDI) | Spädbarn (Maxdos) | Vuxna (RDI) | Vuxna (Maxdos) | Gravida kvinnor (RDI) | Gravida kvinnor (Maxdos) | Ammande kvinnor (RDI) | Ammande kvinnor (Maxdos) |
| ------------ | -------------- | ----------------- | ----------- | -------------- | --------------------- | ------------------------ | --------------------- | ------------------------ |
| 0–6 månader  | 65             | Ej satt           | –           | –              | –                     | –                        | –                     | –                        |
| 7–12 månader | 80             | Ej satt           | –           | –              | –                     | –                        | –                     | –                        |
| 1–3 år       | –              | –                 | 150         | 300            | –                     | –                        | –                     | –                        |
| 4–8 år       | –              | –                 | 200         | 400            | –                     | –                        | –                     | –                        |
| 9–13 år      | –              | –                 | 300         | 600            | –                     | –                        | –                     | –                        |
| 14–18 år     | –              | –                 | 400         | 800            | 600                   | 800                      | 500                   | 800                      |
| 19+          | –              | –                 | 400         | 1000           | 600                   | 1000                     | 500                   | 1000                     |

En övre acceptabel dos benämns i diagrammet som maxdos. Med detta åsyftas här den högsta kända dosen där toxicitet kan undvikas.

## Tillgänglighet
På grund av skillnaden i biotillgängligheten mellan folsyretillskott och olika former av folater som finns i mat , så har ett system, DFE (Dietary Folate Equivalent ) införts. 1 DFE definieras som ett mikrogram kostfolat , eller 0,6 mikrogram folsyra i tillskottsform. Detta är reducerat till 0,5 mikrogram folsyra om tillägget tas på fastande mage. 

## Folsyraberikning av livsmedel
Folsyra är ett viktigt näringsämne, särskilt för kvinnor i fertil ålder som kan råka eller planerar att bli gravida. Mycket tidigt under graviditeten (dag 22) sluts ett skyddande rör kring ryggmärgen. Vid brist på folsyra i moderns kropp kan fel i den här slutningsprocessen uppstå och resultera i svåra missbildningar så kallade neuralrörsdefekter, där fostret kan få hål i ryggen rakt in i ryggmärgen, alternativt kan hjärnan växa vid sidan av huvudet. För att förhindra detta har många länder som exempelvis USA, Mexiko och Kanada valt att berika livsmedel såsom frukostflingor.
I Sverige har berikning av mjöl utretts av SBU (Statens beredning för medicinsk utvärdering) under våren 2007. Resultatet har publicerats i rapporten "Nyttan av att berika mjöl med folsyra i syfte att minska risken för neuralrörsdefekter". Slutsatsen var att det inte finns något entydigt stöd för att nyttan överväger riskerna när det gäller att berika mjöl med folsyra för att förebygga ryggmärgsbråck hos foster.
Livsmedelsverkets styrelse beslutade den 17 september 2007 att utdela kostnadsfria folsyratillskott till kvinnor i fertil ålder samt att informera dessa om nyttan med detta, i stället för att utsätta hela befolkningen för möjlig förhöjd cancerrisk. Detta beslut genomfördes dock aldrig på grund av att det fattades pengar i regeringens senaste budget. 
Folsyra är inte bara ett viktigt vitamin för blivande mammor utan även för övriga befolkningen. Folsyra ökar fertiliteten hos män, minskar risken för bröstcancer och minskar halten homocystein. Det finns inget stöd i studier för att folsyra förebygger hjärtinfarkt, stroke eller demens.

## Inverkan
En vetenskaplig studie vid Örebro universitet visar på ett samband mellan folatintag (via kost) och skolbetyg.
Allmän brist på vitaminer och folsyra har visats öka risken för neuralrörsdefekter.